# Nemanja Celic
Nemanja „Nemo“ Celic  (* 26. April 1999 in Linz) ist ein österreichischer Fußballspieler mit serbischen Wurzeln.

## Karriere

### Verein
Celic begann seine Karriere beim SV Traun. 2011 wechselte er in die Jugend des FC Pasching. 2013 kam er in die AKA Linz. In der AKA Linz durchlief er sämtliche Altersklassen. In den Saisonen 2014/15 und 2015/16 spielte er jeweils ein Mal für die Reserve seines Stammklubs Pasching der fünftklassigen Landesliga bzw. nach dem Abstieg 2015 in der sechstklassigen Bezirksliga.
Im August 2016 debütierte er für die SPG FC Pasching/LASK Juniors (ab 2017 LASK Juniors OÖ) in der Regionalliga, als er am vierten Spieltag der Saison 2016/17 gegen den SK Austria Klagenfurt in der 67. Minute für Mateo Kvesa eingewechselt wurde.
Im November 2017 stand er gegen den SCR Altach erstmals im Profikader des LASK. Sein Debüt in der Bundesliga gab er schließlich im Mai 2018 unter Oliver Glasner, als er am 34. Spieltag der Saison 2017/18 bei der 3:1-Auswärtsniederlage gegen den SK Sturm Graz in der 87. Minute für Thomas Goiginger eingewechselt wurde. Zudem konnte er in jener Saison mit den LASK Juniors OÖ in die 2. Liga aufsteigen. In der Saison 2018/19 machte er 23 Zweitligaspiele (ein Tor) für die Juniors und stand mehrmals einsatzlos im Kader des LASK. In der Saison 2019/20 spielte er aufgrund eines Mittelfußbruches nur zwölf Partien für das Farmteam – zehn davon als Kapitän, zudem kam er einmal für die Juniors im ÖFB-Cup zum Einsatz. Für die erste Mannschaft absolvierte er eine Ligapartie.
Zur Saison 2020/21 wechselte er innerhalb der Bundesliga zur WSG Tirol. Für die Wattener kam er in jener Saison zu 29 Einsätzen in der Bundesliga, in denen er ein Tor erzielte. 
Im Juli 2021 wechselte er nach Deutschland zum Zweitligisten SV Darmstadt 98, bei dem er einen bis Juni 2024 laufenden Vertrag erhielt. Am 30. Juli 2021 debütierte Celic bei der 3:0-Auswärtsniederlage gegen den Karlsruher SC in der 2. Bundesliga für die Südhessen, als er nach der Halbzeit für Fabian Schnellhardt eingewechselt wurde. In Darmstadt konnte er sich jedoch unter Trainer Torsten Lieberknecht nicht durchsetzen und kam in seiner ersten Spielzeit zu 14 Zweitligaeinsätzen, wobei er nur zweimal in der Startelf stand. Die Saison schloss die Mannschaft auf dem vierten Platz in der Liga ab.
Daraufhin kehrte er zur Saison 2022/23 leihweise zum LASK zurück, der sich zudem eine Kaufoption sicherte. Beim LASK spielte er aber keine Rolle und kam nur siebenmal für die Profis zum Einsatz, dreimal spielte er weiters für die Amateure in der Regionalliga. Zur Saison 2023/24 kehrte er wieder nach Darmstadt zurück, das in seiner Abwesenheit in die Bundesliga aufgestiegen war. Dort spielte er aber keine Rolle mehr. Im September 2023 verließ er das Team dann endgültig und wechselte zum österreichischen Zweitligisten SV Ried, bei dem er einen bis 2025 laufenden Vertrag erhielt. Für Ried kam er zu 45 Zweitligaeinsätzen, das Team stieg 2025 in die Bundesliga auf. Nach der Saison 2024/25 verließ er Ried daraufhin.

### Nationalmannschaft
Celic absolvierte im März 2018 drei Spiele für die österreichische U-19-Auswahl. Im November 2020 debütierte er gegen Andorra für die U-21-Mannschaft.

## Sonstiges
Bei FIFA 21 erreichte seine Bronze-Karte einen Wert von 10.000 Spiel-Münzen, nachdem es auf einer FIFA-App ein Gerücht gab, dass Celic tot sei. Dadurch stieg der Wert seiner Karte. Später gaben Celic selbst (über Instagram) und die Sky-Reporterin Lisa Insam (via Twitter) sein Wohlbefinden bekannt.